# 竹原信一
竹原 信一（たけはら しんいち、1959年〈昭和34年〉3月7日 - ）は、日本の政治家、元航空自衛官。鹿児島県阿久根市議会議員（4期）。前阿久根市長（2期）。最終階級は2等空尉。

## 経歴
1977年、鹿児島県立出水高等学校を卒業。総理府防衛庁入庁（防衛大学校入校）、1983年卒業（第27期。同期に佐藤正久）。航空自衛隊に幹部候補生として任官するも、1988年に二等空尉で退官。帰郷して父親の経営する建設会社である株式会社三笠興産に就職する。一時期は同社の代表取締役を務めた。
2005年、阿久根市議会議員選挙に出馬し、初当選。

### 阿久根市長時代
2008年8月31日投開票の阿久根市長選挙に、阿久根市議会議員を辞職して立候補して初当選。同年9月11日に市長に就任。
2009年2月6日、阿久根市議会が市長不信任決議案を全会一致で可決し、同月10日、竹原は市議会を解散した。2009年4月17日、出直し市議会議員選挙後初めての市議会臨時会において、再び市長不信任決議案が提出され、賛成11、反対5の賛成多数で可決し、失職した。これに伴い、同年5月31日に投開票が行われた出直し市長選挙に出馬し、再選を果たす。
2010年には、阿久根市で養鶏業を営む西平良将ら、「反竹原」を掲げる市民グループにより市長解職請求が行われ、2010年12月5日に投開票が行われた解職の是非を問う住民投票において、解職賛成票が過半数を占めたため、市長を再度失職。復職を狙い、2011年1月16日執行の出直し市長選挙に立候補したが、約850票差で西平良将に敗北した。
ブログでの発言が反響を呼んだことから、ブログ市長とも呼ばれた。

### 市長失職後
- 2011年3月7日、自由報道協会の記者会見において、鹿児島県議会議員選挙への出馬を表明。2011年4月10日の鹿児島県議会議員選挙に阿久根市・出水郡区（定数1）から立候補したが、自民党公認現職県議の中村真に敗れ、落選した。
- 2011年4月24日の出直し市議選（後述）では実妹竹原恵美ら自身を支持する候補を擁立し、市議会の過半数を制することを目指したが及ばず、反竹原派が過半数を確保した。2014年12月21日投開票の阿久根市長選に返り咲きを目指して出馬し、選挙公報とポスター掲示のみで選挙運動をしない[4] という異例の選挙戦術をとったが、自民党の支持を受けた現職の西平に3000票以上の大差を付けられ落選した。
- 2013年9月23日、NHKから国民を守る党[5] の最高顧問に就任するも、46日後に辞任。

### 再び市議会へ
2015年4月、再び阿久根市議会議員選挙に立候補。市役所・議会改革などを訴え、2371票という高得票で第1位当選、復権を果たした。しかし、竹原本人に票が集中したことが影響し、竹原派現職市議5名は得票を大幅に減らし、うち3名が落選。竹原派新人も落選した。また、前回竹原が擁立した実妹竹原恵美は、選挙に際して突如兄に反旗を翻し、兄の政治手法を批判、竹原支持層を分断して票を確保しようという兄妹相争う異例の戦法に打って出たが、突然の態度変更は有権者の理解を得られず、兄陣営からも反論されるなど苦戦。竹原票は割れず、恵美も議席は確保したものの初当選時の1628票からその3分の1に満たない得票に終わった。この結果、竹原派は前回の6議席から3議席（恵美は反竹原派となっている）に減り、市議会の多数を占めるには至らなかった。竹原派・反竹原派とも観光振興や地域活性化など両者が共通して推進を主張する政策を訴え、政争を避けようとする選挙運動を行う陣営が多かったが、竹原本人は西平市政を強く批判する選挙戦を展開した。竹原の市議会復帰により、再び両者の対立が先鋭化する可能性も指摘された。
2017年9月7日の市議会一般質問で、障害者を差別したり高齢者を侮辱したりする内容の発言を繰り返したため、12月1日に出席停止1日の懲罰動議が可決されたが、竹原が従わずに議場に留まったため、議案の上程ができず、4日に延会された。

### 3度目の市長選へ
2018年11月7日、同年12月23日投開票の阿久根市長選挙に立候補する意向を明らかにした。これに先立って現職の西平も自民党支部の支持を受けて出馬表明しており、11月7日の立候補予定者説明会には両陣営が出席した。市長選直前の同年12月4日、市議会にて「本会議中、不適切な言動により計6回の懲罰を受けた」「市の公共物であるガードレールに錆止めと称し、必要以上のペンキ塗布を行い、市の道路行政を阻害しているほか、ガードレールに個人的なメッセージを落書き」など8項目の理由により「竹原信一議員に対する問責決議」が定数16名中、賛成12、反対1で可決された（議長は表決権なし、竹原信一・恵美兄妹は 地方自治法第117条 の規定により除斥され、この件について議事に参与することができない）。
同年12月16日の告示に際し、西平と竹原が立候補を届け出た。同日、竹原は市議会議員を自動失職した。両者で3度目の市長選一騎打ちとなったが、同年12月23日、西平に約1500票の差を付けられ落選した。

### 3度目の市議会へ
2019年4月14日、三たび阿久根市議会議員選挙（定数は1減の15）に立候補した。平成31年第1回定例会終了後の同月に市議を辞職した竹原恵美は立候補しなかった。同21日、投開票の結果、1728票を獲得し第1位で3選を果たした。

### 市長選、4度目の挑戦
2022年11月4日、次期阿久根市長選挙に立候補する意向を明らかにした。同年12月18日、投開票の結果、現職の西平良将が4選。竹原は倍以上の差をつけられて次点で落選した。

### 4度目の市議会へ
2023年4月16日、阿久根市議会議員選挙に立候補。同23日、投開票の結果、1078票を獲得し首位当選は逃したものの第2位で4選。

## 阿久根市政に関して

### 市職員に関して
全職員給与明細公表
2009年2月20日には阿久根市の全職員268名の給与明細を公表した。
降格処分問題
2009年4月1日付の人事異動で、市議会議長に任免権がある議会事務局職員を異動させた。また、10人の職員を降格させたが、その時に、地方公務員法で規定されている降格理由の文書交付を行わなかった。竹原は「議会事務局職員の人事権はあくまでも市長にある」と話し、10人の降格人事も降格ではないため降格理由の文書交付の必要はないとの認識を示した。その後、元課長ら3人が市公平委員会に申し立て、2010年1月23日に人事を取り消す是正指示を出したが、竹原はその指示に従わなかった。2010年3月8日、竹原は降格に不服を申し立てた職員や市職員労働組合役員ら市職員8人に対し、自らが主催する同月14日に開催予定の「市民懇談会」へ出席するよう、「市民懇談会への出席について（命令）」を手渡した。出席の理由は「職員研修の一環」としている。8人は、前月「処分取り消し」の判定を受けた元課長ら3人、市職労の役員4人、市長に批判的な議員の親族の職員1人となっている。市職員労働組合を支援する全日本自治団体労働組合鹿児島県本部（自治労鹿児島）は「業務外での職務命令なので法的に従う必要はない。ただ、処分される恐れもあるので、市職労と対応を検討している」と話した。当日8人は懇談会に出席し、市長が指名した質問者15人のうち批判的な質問は4人だけであった。「市長の改革に協力するか」との追及もあり、「まるで人民裁判」との意見も出た
。同26日、竹原は公平委員会の判定を無視し、前年4月に課長補佐級に降格させていた元課長を更に主幹兼任係長に降格した。裁定への服従を定めた地方公務員法第50条第3項違反との指摘もあり、自治労鹿児島は同法第60条の罰則に基づく刑事告発を検討しているという。6月9日、告発。
張り紙はがし職員の免職
2009年4月に市庁舎内に職員人件費の掲示を行い、その張り紙をはがした男性係長に対して市の賞罰審査委員会は文書戒告が妥当と判断したが、7月31日付で懲戒免職とした。その後、男性は鹿児島地裁に処分の取消しを求め、裁判所は判決確定まで効力の停止をするよう判断する（2010年4月9日、処分取り消し命令判決）が、竹原は支払わないよう指示。2010年3月3日、鹿児島地裁は市側に未払い分の約180万円の男性への支払いを命じる判決を出した。判決には、役所を相手取った裁判としては異例の仮執行宣言が付き、たとえ市が控訴をしても、支払いに応じなければ財産が差し押さえられることになる。10日、遅延損害分加算による220万円の差し押さえ請求が裁判所に申し立てられ、30日には更に労働基準法違反（賃金未払い）で市と共に、元係長側から鹿児島地検に告発された。この給与については4月7日に支払いがされている。また元係長についても副市長・仙波敏郎の裁定により復職が認められた（2010年8月3日）。9月24日、公平委員会は処分を懲戒免職から戒告に修正裁決。
労働組合事務所の明渡通告
2010年3月25日、竹原は約200名から構成される市職員労働組合に対し、市庁舎内の組合事務所を同4月1日までに明け渡すよう通告した。竹原は前年6月にも同事務所の使用許可を取り消し、市職労が同地裁に提訴した結果、「取り消しは違法」との判断がなされている。これに対し、市職員労働組合は不許可処分の取り消しを求め市を提訴した。組合は近隣に新事務所を移している。2010年7月5日、本裁判にかかる弁護士費用が市の予備費から支出していることが判明。
市職員の上申書の提出
2010年6月25日、市職員の9割に当たる約200名から市総務課長に上申書が提出された。内容は、「法令遵守は職員の基本的責務」とした上で「議会議決が必要な事項は、議会を招集して議決を得て処理する」ことなど、市政の正常化を求めた。竹原は上申書の受取を拒否し、総務課長に「シュレッダーにかけてしまえ」と破棄命令を行っている。
副市長選任問題
2010年7月25日、仙波敏郎（元愛媛県警察巡査部長）を副市長に選任し、仙波は8月2日に副市長に就任した。副市長選任について竹原は議会を招集せず、地方自治法によって副市長の選任の条件とされている議会の承認を受けないまま、市長の専決処分によって行った。
これに対して鹿児島県知事伊藤祐一郎は、仙波の副市長人事は違法な状態での専決であり、法的効力に疑問がある、と批判した。このことによって鹿児島県は、仙波の副市長就任は法的に無効であるとして、仙波を副市長ではなく一般職員として扱う方針を県庁内に通達した。
8月25日、約半年ぶりに開かれた市議会で仙波の副市長就任人事案が審議されたものの、議会は同案を否決した。しかし、竹原は、議会に諮りさえすれば議決が不承認であった場合でも市長の専決処分が優先する、と主張した。それに対して、阿久根市議会運営委員長の櫁柑幸雄は「議会は（仙波を）副市長と認めていない」と批判し、伊藤鹿児島県知事も竹原の手法に疑問を呈した。

### 市議会に関して
「辞めてもらいたい議員」投票
2009年1月12日の自身のブログで、「阿久根市議会で最も辞めてもらいたい議員は?」というテーマで、市議会議員15人全員の名前をあげて投票をつのった。竹原は「データの集まり方に興味があった。思いつき」と説明した。
議会への出席拒否
2010年3月4日、竹原は「マスコミが議場にいる。マスコミは不当な報道をしている」として、市議会本会議への出席を拒否した。市議会では「マスコミを排除する必要はない」として議長から地方自治法121条に基づいた出席要求書が提出された が、竹原は終日欠席し議会は流会となった。翌5日竹原は「商用報道機関（マスコミ）が、事実や俺の発言とは異なる報道をするなどして世論を創作していることを懸念し、庁舎内での撮影を禁止し、撮影については許可を取るように」「マスコミ各社に対して、創作や偏向報道をやめること、庁舎内の撮影には市長の許可を得ることの申し入れをされることを希望」といった内容の要求書を議長に提出し、「マスコミ」は朝日新聞、毎日新聞、読売新聞、南日本新聞および南日本放送(MBC)の5社のこととしている。MBCを除く民放テレビ局（鹿児島テレビ放送(KTS)、鹿児島放送(KKB)、鹿児島讀賣テレビ(KYT)）の取材には応じている。読売新聞は「公共の場で撮影制限される理由は無い」として、竹原の要求を拒否している。南日本新聞に対しては現社長の逆瀬川尚文が同社元阿久根支局長だったこともあり、2010年1月13日付のブログで批判している。
2010年3月5日、竹原は前日に引き続き議場に姿を見せていなかったが、自然流会の午後4時まで1時間を切った午後3時過ぎに総務課長から議長に「市長が午後3時35分に出席する」と伝達された。議員は、午後3時40分から開いた議会運営委員会（全員協議会）で「予定の7人全員が質問する時間は無い」として、流会・同月10日へ新年度予算案の総括質疑を延期することを決定した。閉会まで10分となった午後3時50分に竹原は議場に現れ、帰ろうとする議員に「まだ時間がある。やろうよ」「民間の会社は午後5時まで仕事をする」と言葉をかけた。これに対し、反市長派の議員は「じゃあ、なぜ最初から出席しないんだ」と竹原を批判した。竹原は残った議員に「議会よりマスコミが重いということだ」と述べたほか、流会後報道陣に「議会が要求を受け入れなかった」と話し市長室に戻った。浜之上大成議長は記者会見で「市長は議長の出席要求に応じる義務がある」「議会が空転したのは市長の議会軽視だ」「（議会に戻ったことは）議会の意向を受け入れたのではないか」「10日には市長が出席すると思う」と述べた。
2010年3月8日、阿久根市議会産業厚生委員会において、生きがい担当課長が学童保育に関する教育法についての答弁を「市長の指示で何も答えられない」として拒んだ。委員会側が竹原を呼び理由を尋ねたところ、「再選後も議会は不信任を続けている」「議会は議論をしていない」と主張をし、質問には答えず10分ほどの言い争いの後退席した。その後、自らのブログを更新し、「あらゆるところで足を引っ張ろうとする議会とは決着をつけます」「議会ははっきり言って『多数派の人たちは邪魔するために質問をする』という状態です。こんなのに皆さんが全部答える必要はない。『市長から言われました、答えません。市長の命令です』これでいきます」「今のバカみたいな状況は、決着しなければいけない。本当ならば、前の選挙のときに不信任を受けて、また俺が再選したのだから、俺に任せるというのが市民の意向、意思の反映である。多数派議員たちはまずそこのところが納得できていない、分かっていない」と述べた。地方自治論が専門の西尾隆・国際基督教大学教授はこの遣り取りについて「議会との対立は通常、特定の争点を浮き彫りにする目的もあるが、今回は政策的な意味がほとんど見えない。市長は説明責任を果たしておらず、市政の機能停止は必至だ」と話している。
2010年3月10日、竹原は「議会に出席する環境がつくられていない」として3回連続で市議会本会議を欠席、各課の課長らにも指示し、市執行部全員が出席しなかった。午前中は補正予算案の採決などがあったため、日程どおりに開会。午後からの総括質疑のため、議長は3度目の出席要求書を提出したが竹原は無回答。市議会は議会運営委員会を開き、予算案は特別委員会に付託し審議することとなった。
2010年3月11日、阿久根市議会の予算特別委員会での審議で、竹原が各課長に「答弁禁止」の指示をしていたことにより、11部署のうち3部署が答弁を拒否し退席した。特別委は同月17日までの今後の審議で説明責任を果たすよう竹原に文書で申し入れた。翌12日には9部署のうち5部署が答弁を拒否し、予算成立が危ぶまれる事態となっている。
2010年3月14日、竹原主催の市民懇談会で、本会議への出席拒否について「事実を歪曲する報道機関に対するお仕置きと議会との駆け引きだ」「議会には『環境をつくって下さい。待ってます』と言った」と発言、「結果を出す」と理解を求めた。
2010年3月15日、竹原は市議会特別予算委員会への出席を拒否した。同12日には議会が予算案の詳細な積算根拠を示すよう文書で求めていたが、竹原は回答を拒否し文書を返却してきたため、委員会審議は打ち切られ散会した。
2010年3月17日の市議会特別予算委員会では、市長・執行部から説明されなかった部分を削除した平成22年予算の修正案が賛成多数で可決された。
2010年3月18日、竹原と市執行部は一般質問の出席を拒否し、議会運営委員会は25分間での散会を決定した。竹原の本会議出席拒否は4度目となった。26日、市議会は竹原の一連の出席拒否に対し問責を決議（09年12月に続いて2度目）。これに対しては当日夜に自身のブログで、「議会が俺に問責決議とは生意気だ。能力も志もない人間が議員をやるな。邪魔。やめちまえ」と述べた。
議会不招集と専決処分連発
2010年4月19日の議会閉会後、竹原は課長会にて「今後は専決処分で進める」と述べ、4月27日に花火規制条例を専決処分をしたのを皮切りに、市長や職員や議員の給与削減、議員や教育委員や選挙管理委員報酬の日当、補正予算の支出、仙波敏郎副市長選任など19件 にも及ぶ専決処分を行った。
これに対し市議からは、「独裁」との批判が出ている。
この事態に鹿児島県では伊藤祐一郎知事が法に基づいて議会招集及び専決処分の撤回などを求める助言や是正勧告を出したり、鹿児島県議会が阿久根市長への抗議決議を可決している。しかし、竹原はすぐにこれには応じなかった。
また給与削減条例の専決処分については2009年8月の次官通知にて、総務省によって「地方公務員の給与の改定は性質上専決処分になじまない」として禁じられている。これらの専決処分に対し、総務省は調査をする方針を示している。
議会招集権が首長にしか存在しないこと、法では議会の招集要求に首長が応じる義務があるが罰則規定がないこと、鹿児島県の助言や是正勧告などの行政指導に強制力がないことなどのため、首長の専決処分連発に議会が対抗できない状況が続いている。これについて、元鳥取県知事の片山善博慶應義塾大学教授（後に菅改造内閣で総務大臣に就任）は「地方自治のルールを無視した運用であり、違法で無効だ。現在の阿久根市は無法地帯ともいえ、こんなことを行う市長は法治国家の首長としてふさわしくない」と述べた。片山は2010年9月に総務大臣に就任するが、そこでも改めて「専決処分というのは厳格に要件が決まっている。阿久根市の今回のケースはこの要件を満たしていない。そもそも市長は議会を招集していないのだから違法であり、その違法な状態で行った専決処分も根っこから違法。副市長の選任もすべて無効」との認識を述べた。
8月4日、地方議長会3団体（全国都道府県議会議長会、全国市議会議長会、全国町村議会議長会）が事態を憂慮し、議長に議会招集権を付与する方向への法改正を求める緊急声明を発表した。「一部の自治体で長が法令に違反し、議会の権能を封じ込めるという異常な事態が発生している」「地方自治の根幹を揺るがす重大な問題であり、国は事態を打開すべく、速やかに法改正を行うよう強く要請する」としている。
竹原が議会による地方自治法（以下「法」）に基づく臨時議会招集要求を拒否したため、竹原の専決処分に対して議会が対抗できない事態が続いていたが、同年8月25日にようやく臨時議会が招集される。竹原の19件の専決処分のうち14件が議会で否決された。
この議会不招集と専決処分連発は、2012年の地方自治法改正に影響を与え、議会の招集要求に首長が応じない場合に、議長に臨時議会の招集権限が付与（地方自治法第101条第5項及び第6項）され、副知事又は副市町村長の選任の議会の同意については専決処分を行うことができないと定められた（地方自治法第179条第１項ただし書き）。
議員報酬
2010年3月24日に、河村たかし名古屋市長が提案した市議の定数・報酬を半減する案が否決されたことについて、「報酬半減?その半分でも高すぎる。良い社会を築く志のある人がやるべきなのに、実際は職業議員が結託して、公務員と議員のための政治をしている」「程度の低い人が何十人いてもダメ。質の高い人が10人以下でないと議論にならない」と主張している。
2010年6月に行った専決処分の中に議員報酬を日当制にする条例改正も行っている。「議員は報酬に見合った仕事をしていない。報酬は日当制で十分」の主張に基づくものである。

### 公共事業に関して
2010年3月24日、自身の親族が経営する土木工事会社・三笠興産が、阿久根市の発注した公共工事の入札を最低価格の1円差で落札していたことが判明した。三笠興産は以前は竹原自身が社長を務めており、現在では市長の妹が社長を務めている。問題となった入札は、市総合運動公園ののり面修復などの施設整備工事であった。9社が参加し、三笠興産が446万477円で落札、最低制限価格は446万476円だった。市の規則では、最低制限価格は市長の決めた予定価格の10分の7以上の範囲で決定。関係者は「市長以外には知り得ない機密事項」と指摘している。また、三笠興産は「メディアに話すことは一切ない」とし、竹原もこの件に関する一切の取材を拒否している。
USTREAM2011.03.08配信の前竹原信一市長記者会見によると、最低制限価格は、事前に公表してあり10円以内に3社あった。

### 市体育協会問題
2010年5月12日、市体育協会理事会で市職員を通じ「補助金を出しているのは市。その長が会長にならないのはおかしい」「会長にしない場合、市長として市総合運動公園の業務委託先を体育協会から変更することもある」と会長職を求めた。協会規約では、会長は体協評議員から互選するとしているため、執行部は「評議員資格のない市長を会長にするには規約改正が必要」と説明した。

### 「アートの街あくね」事業
2009年から2010年にかけて、竹原は市の活性化を目的とする「アートの街あくね」事業（後、「ウォールアート」事業と呼ばれるようになる）を発案し、画家清田定男（神奈川県藤沢市在住）に制作を依頼した。2010年の業務委託料は約500万円（市長専決処分にて支出）、2009年の補助金は約400万円。これに基づき、清田は「シャッター通り」と呼ばれた商店街のシャッター65ヶ所に「シャッターアート」を、消防署、市役所、小学校、図書館、防波堤などの公的施設の壁にも多数の壁画を描いた。たとえば、阿久根市消防署の壁画は、壁面いっぱいに描かれた消防車の前にピカチュウ、招き猫、スヌーピー、フェルメールの女性像、などが並んで描かれている。ただし、この壁画の中にはディズニー、任天堂、スタジオジブリ、不二家、サンリオなどが著作権を持つアニメやゲーム等のキャラクターが多数使われており、それらの著作権に抵触するという問題が指摘されている。
- 阿久根市はこうした指摘に対し「専門家にも聞き、パロディーの作品なら問題ない」と主張している。
- 制作者の清田は「（著作権者からの）許可は一切得ていない。僕はそれらのキャラクターを営利目的で使っているわけではない。逆に、キャラクター使用をいちいち申請しないといけないというのなら、じゃあ、やり方を教えてください」とコメントしている。
- それに対し、著作権問題に詳しい弁護士の木村剛大はTBSテレビのインタビューに応えて、「商業目的かどうかは著作権侵害の成立には影響しない。この件は著作権侵害にあたる可能性が大で、法令遵守を旨とする役所の事業としてはふさわしくない」と述べている[85]。
- 明星食品から実際に抗議を受けており、清田定男自身もテレビ朝日の取材に対して悪いことだとは認めているが将来的に子供のためになるのだからと話している。

市役所の前に建てられた広告塔（野立看板）にはセイカ食品の「ボンタンアメ」のパッケージを描いた。阿久根市がボンタンの産地であることに由来するものである。しかし、急遽、この「ボンタンアメ」の「アメ」の字だけを塗りつぶすという措置がおこなわれた。

## マスコミで報じられた話題

### ネット選挙
2005年市長選の際、公職選挙法に抵触するとされている「ブログ更新」を選挙活動中におこなったが、竹原は「総務省の解釈がおかしい」と主張した。
第45回衆議院議員総選挙において、小選挙区は小里泰弘、比例区はみんなの党を支持することをブログで表明していたことが8月19日に明らかとなり、公職選挙法が禁じているインターネット上の選挙運動に当たるのではないかと指摘されるが、阿久根市選挙管理委員会は、「よろしくお願いします」といった表現は書き込みの中にはなく、当選を目的とした選挙運動には当たらず、単なる個人の意思表明に過ぎないとして、問題なしとの見解を示した。
2008年9月6日には、2008年の市長選で、告示後に対抗候補批判を書き込むなどしてブログを更新した行為が公職選挙法違反に当たるとして、地元警察から事情聴取を受けていたことを自身が明らかにした。ブログを更新した行為については、2009年1月、県議や市議など28人が「違法性は高い」として阿久根警察署へ刑事告発していた。告発された竹原は、「ブログは自分の日記であり、更新は文書図画の頒布には当たらない」と表明し、7月に行われたとされる事情聴取に対しても同様の主張をした。9月26日、阿久根警察署より鹿児島地方検察庁へ公職選挙法違反で書類送検された。竹原は「法律を読めば違法性がないことは明らかで、馬鹿馬鹿しい」とコメントした。なお、ホームページ上において選挙運動を行う行為が合法であるとの見解に立ち、実際に運動を行った先例として、元大阪府門真市議の戸田久和などの例があるが、特に何らの処分もなされていなかった。

### 障害者に対する差別発言
2009年12月3日には、11月8日の自身のブログで、医師不足を解消するために勤務医の給与増額に対して批判する記述をしていたが、その中で「高度医療が障害者を生き残らせている」と障害者の存在を否定する内容を挙げ、その後読者からの批判を浴びた後である11月9日にも、「慎重さに欠く見解に見えたかもしれない」と前置きしたものの、高度医療で儲けることではなく、そこにかけるお金の一部で健康な人を増やすことが一番だと説いていることが報じられた。これら一連の発言で、「人類発展のため優れた子孫を残そうとする、かつての優生思想そのもの」と障害者団体などから批判されている。後にリコール問題が起こった際に正式に謝罪している。
なお、後に阿久根市長に就任した西平良将が政治に強く関心を持つきっかけにもなった。家族に障がいを持つものがいるためといわれている。

### 報道規制
2010年1月27日、市長通告で「市役所庁舎内を許可なく撮影することを禁ずる」と通達した。市総務課は「撮影禁止を破った場合、二度と取材できなくなるでしょう」とし、市長からのコメントについては「ノーコメント」としている。 一方的な通告でメディア規制との批判もあり、メディア法を専門とする田島泰彦・上智大学教授は「とんでもない暴挙。選挙で選ばれたから民意が背景にある、と市長は言われるかもしれないが、やっていいことと悪いことがある」、地方自治法が専門の林勝美・熊本大学法科大学院教授は「庁舎管理権は市長に権限があるが、庁舎は公用物であり、市長が何でもできるという訳ではない。肖像権侵害などが無ければ、撮影を許可するべきだ」とコメントしている。

### 裁判所批判
特記していないものは全て鹿児島地裁での判決
- 2009年7月10日 市役所別館にあった市職員労働組合の事務所の使用取り消し処分で訴えられた件について不当であるとして執行停止命令を受ける
- 同10月21日 元係長がハリ紙をはがした事件で懲戒免職処分にした件の取り消しを求めた裁判で職権濫用を指摘され、効力停止処分
- 同10月23日 市職労事務所の使用許可を取り消したに対して処分を違法であると判断した
- 同12月4日 福岡高裁宮崎支部は鹿児島地裁での同10月21日の敗訴に関しての控訴を棄却
- 2010年3月3日 前年10月21日の判決で効力停止決定を受けたにもかかわらず支払いを拒否し続けていた給与の支払いを命令　強制執行
- 同4月9日 元係長の懲戒免職処分は違法であるとしての取り消し命令

これらの司法判断に関連して、「相手が裁判官であっても妥協しない」「人事権は裁判所ではなく市長にある」「市民の税金を裁判所が盗んだ」「裁判所は神ではない」「裁判官の個人的判断」との考えをたびたび示している。
2010年4月12日のブログでは、裁判官の月給だと主張する一覧表を載せた。同ブログには、メールの紹介として「知人が裁判官の娘と別荘に行くのに親の公用車で往復したそうです。こういう人達に、人の痛みが解るとは到底思えません」と、翌日のブログにも「法務省所管法人、元最高裁判事に破格条件で融資」と述べた。

### 仙波副市長を迎えて
2010年8月に副市長に仙波敏郎を迎えてからは、極端な公益追求の仕方が独裁的と取られている点について、仙波からのアドバイスもあり、異なるアプローチの仕方でも問題解決が可能であることへの気付きがあったことを、竹原本人が語っている。その後周囲からも、市長の態度に変化が見られると指摘されたとのこと。
竹原が落選し阿久根市政から撤退した後の2014年4月、竹原は自身のブログやtwitterで、仙波と決裂したことを、彼との電話の録音テープとともに公表した。いわく「（仙波は）心を病んでいるのだろう。裏表が激しく嘘を言う。大河原宗平さんを誹謗したり、彼の支援組織を解体したりした。警察とも内通している。仙波氏を阿久根から出します」。

## 市長と市議会の対立とリコール合戦
竹原と市議会は度々対立した。そのため、市長不信任決議、それに対する市議会解散、再度の市長不信任決議が行われた。また、その後も反市長派や市長派の有権者がそれぞれリコールをし、市長失職や市議会解散などが行われた。

### 市長不信任可決及び市議会解散
市議会で2009年1月23日に市長不信任決議が提出され、2月6日に全会一致で可決された。理由として不人気市議投票呼びかけ問題、選挙期間中のブログの更新による公選法違反容疑告発、市の広報誌で市議への誹謗中傷、雇用問題対策不提示があげられた。
竹原は市議会を解散。3月22日に市議会選挙が行われた後の4月に臨時議会が招集され、17日に市議会で再度市長不信任決議が賛成11・反対5で可決され、市長を失職した。
5月31日に出直し市長選挙で竹原は当選を果たし、市長に復帰した。

### 市長解職請求及び市長選挙
2010年1月に約50人が参加する阿久根市の市民団体「阿久根の将来を考える会」が発足し、竹原の議会に対する姿勢や、数々の放言を問題視し活動を開始。竹原の市長解職を求めるリコール運動の実施を決定し、5月29日にはリコール準備委員会が結成された
。数値目標として署名獲得人数は有権者8,000人分、署名受任者は200人を掲げ運動を開始したが、受任者希望者が多く、6月8日には目標値を400人に上方修正した。こうした動きに、竹原に批判的な伊藤祐一郎鹿児島県知事も評価する発言を行った。最終的に受任者は約520人に達した。
8月16日にはリコール委員会が阿久根市選挙管理委員会に解職請求の手続きを行い、翌17日に解職請求代表者証明書が交付され署名活動が開始された。開始直後、竹原自身は仙波副市長を通じて、リコールによって市民が市政に関心をもつことは良いことであるとコメントするにとどまり、8月23日にはリコール成立による市長失職の際には出直し選挙に出馬する意向を表明した。
9月15日に有権者数の3分の1を上回る10,364人分の名簿を選挙管理委員会に提出された。竹原は会見で自身のブログでの障害者差別の文章について謝罪し、1万人以上の署名が集まったことに、自身の説明不足や不徳が原因かもしれないと反省の弁を述べ、解職後の出直し選挙出馬の意向を改めて表明した。一方リコール委員会側も、出直し選挙実施の際にはメンバーの西平良将が出馬すると発表した。
10月5日に署名審査が終わり、有効署名は10,197人であったと告示された。10月6日より署名簿縦覧が開始され、異議申し立てもなく10月12日に署名人数が確定した。12月5日に投開票が実施され、結果、解職賛成票が有効投票の過半数を占めたため竹原は即日失職した。
2011年1月16日、市長解職に伴う出直し市長選挙が行われた。その結果、対立候補で「阿久根市長リコール委員会」監事の西平良将に敗れた。選挙結果を受け、「阿久根市職員組合が勝った」と発言した。
2011年1月18日、竹原を支持する住民が「阿久根を考える会」を設立、竹原信一、仙波敏郎と支持者約60人が市役所ロビーを占拠し、西平新市長を批判する集会を開いた。今後も毎日集会を開く計画である。
2011年1月30日、鹿児島地検は告発された四つの容疑 で竹原を任意で事情聴取した。

### 市議会解散請求と市議会解散
反竹原派12名の市議に対抗するため、市議会を解散させることを目的とする「阿久根市議会リコール実行委員会」が竹原派4名の市議らによって結成され、2010年10月25日に選挙管理委員会より解散請求代表者証明書の交付を受け、署名活動を開始した。受任者は約200人。
解散請求は成立し、2011年2月20日に市議会解散の是非を問う住民投票が行われ、賛成7321票・反対5914票で市議会解散となった。市議会選挙は統一地方選挙後半戦にあたる2011年4月24日となった。竹原派は前職4名と竹原の実妹竹原恵美ら新人7名の11名を擁立、市議会の過半数を制することを目指した。竹原恵美が1628票という高得票で第一位当選する勢いを見せたものの、他の竹原派候補は前職4名・新人1名の当選、2議席増の計6議席に留まり、新人5名は落選。過半数確保には至らなかった。一方の反竹原派は前職9名・新人4名の候補の内前職9名・新人1名の10名が当選し、2議席減らしたものの過半数を確保した。

## その他の主張

### 陰謀論
以下のような陰謀論をブログで主張している。	 
- 人間豚が食用になっている[124]。
- 自衛隊には皇室や吉田、岸、児玉といった「金持ち組織」のために工作をおこなう所があるという話を聞いている。その一つが陸上幕僚監部調査第二部別室（現・情報本部）である[125]。
- 自民党や民主党の活動資金は麻薬資金で、特別な遺伝子がある支配者層に人類は飼われている[126]。
- 「そもそも孝明天皇は伊藤博文に暗殺された。伊藤は皇太子も殺した上に自分の手下、大室寅之助とすり替わらせた。これが明治天皇の正体だ」[127]「今の天皇家はまさしくどこの馬の骨とも分からない家系」[128]これにより、阿久根市役所には鹿児島県内はもとより全国から右翼団体が街宣車を乗り付けて抗議活動を行った。
- 「エイズウイルスは、一般に言われているように、猿の病気を起源としているのではなく、大量殺人のために、人工的に作り出された生物的物質」、それを率先しているのは医療・製薬業界と政府であると主張している[129]。
- コンピュータウイルスをつくっているのはウイルス対策ソフト会社であるとの言説を紹介している[130]。
- 「911テロ」が（陰謀説による）自作自演であると主張するリチャード・コシミズの本を薦めている[131]。

### 日本国憲法について
憲法9条については、変えてはならないとする立場である。

## その他の活動
- 市長失職後の2011年度より拓殖大学政経学部・浅野正彦教授のゼミナールに特別講師として招かれており、年数回講義を担当している。浅野正彦ゼミナールと合同ゼミナールを行っている早稲田大学政治経済学部・田中愛治ゼミナールでも教壇に立っている。市民オンブズマン団体に招かれ講演会活動なども行っている。

## 著書
- 「独裁者　―“ブログ市長”の革命―」2010年2月　扶桑社 ISBN 4594061443